# FDM (album)
FDM (acronimo di Faccia di merda) è il titolo del primo e unico album di Rosita Celentano, pubblicato nel 1994.

## Descrizione
L'album è stato pubblicato dall'etichetta discografica Clan Celentano e prende il titolo da una delle nove tracce contenute nel disco.

## Tracce
1. Mi ha lasciato (Overture)
2. FDM
3. Ridi pagliaccio
4. L'unica chance
5. Dove sei
6. Sposati
7. Inferno
8. Acqua
9. Pazza